# Distretto di Suyu
Il distretto di Suyu (宿豫区S, Sùyù QūP) è un distretto della Cina, situato nella provincia di Jiangsu e amministrato dalla prefettura di Suqian.